# Metaporinus
Metaporinus is een geslacht van uitgestorven zee-egels uit de familie Tithoniidae.

## Soorten
- Metaporinus (Tithonia) praeconvexa Jesionek-Szymańska, 1963 †